# Kinesisk jättesalamander
Kinesisk jättesalamander (Andrias davidianus) är en art i groddjursordningen stjärtgroddjur som tillhör familjen jättesalamandrar.

## Kännetecken
Den kinesiska jättesalamandern anses vara världens största groddjur och kan som mest bli 180 centimeter lång, även om de flesta exemplar numera är mindre. Färgen på kroppen är grönaktig, mörkbrun till svart, ofta med oregelbundna, mörkare fläckar. Skinnet på kroppen är löst och veckat, och har ett 15-tal fåror. Salamandern är kraftigt byggd, och har ett platt, knöligt huvud med små ögon utan ögonlock, och dålig syn. Den är nära släkt med den japanska jättesalamandern och mycket lik denna, men avviker från den senare genom att ha färre och mera regelbundet ordnade knölar på huvudet, trubbigare nos och något längre svans. Den dåliga synen kompenseras dock av att den kan uppfatta rörelser i vattnet med hjälp av särskilda tryckkänsliga sensorer på huvudet och längs kroppen. De vuxna djuren har inga gälar, trots att de är helt akvatiska, utan andas genom porer i huden.

## Utbredning
Arten finns fläckvis i centrala, södra och sydvästra Kina. Det finns uppgifter om att den också skulle finnas i Taiwan, något som tros vara en följd av inplantering.

## Vanor
Den kinesiska jättesalamandern lever i bergsterräng på medelhöjd (under 1 500 meters höjd, typiskt mellan 300 och 800 meter). Där vistas den i kalla, snabba vattendrag i bergen med stenig botten och tillgång till grottor. Den är nattaktiv och födan består bland annat av fisk, kräftdjur som krabbor och räkor, grodor och vatteninsekter. Den kan uppnå en hög ålder, 80 år är konstaterat.

### Fortplantning
Parningstiden varar mellan augusti och september, då salamandrarna simmar uppströms för att leka. Under denna tid bevakar hanen en håla under vattenytan, som han försvarar mot andra hanar. Här lägger honan omkring 500 ägg i form av långa band, som sedan befruktas av hanen. Han bevakar sedan äggen tills de kläcks efter omkring 2 månader. Vissa uppgifter finns att han skulle bevaka hålan längre än så, upp till ett halvår. Det finns även uppgifter att flera individer, både honor och hanar, kan dela samma håla som hos den japanska jättesalamandern.

## Hot
Den kinesiska jättesalamandern var tidigare tämligen vanlig, men har under de senaste 30 åren minskat kraftigt och är nu av IUCN klassad som akut hotad ("CR", underklassificering "A2ad"). Främsta orsaken till nedgången är överfiske; djuret är ansett som en delikatess i Kina. Detta hot kvarstår även numera, trots att djuret är skyddat i Kina och det förekommer farmning av djuret för konsumtion. Dessutom hotas det av fördämningar och vattenföroreningar, till exempel från gruvor.